# نيوتن (وحدة)
نيوتن هي وحدة قياس القوة في نظام متر كيلوغرام ثانية، وهي القوة التي لو أثرت على كتلة كيلوغرام واحد لأكسبتها تسارع مقداره 1 متر/ ثانية2.
سميت هذه بالنيوتن تخليدًا للعالم سير إسحاق نيوتن العالم الفيزيائي والرياضي الإنجليزي.
أي أن:
{\displaystyle {\rm {1~N=1~{\frac {kg\cdot m}{s^{2}}}}}}.....(*)
حيث:
N تمثل: نيوتن
kg تمثل: كيلوجرام
m تمثل: متر
s تمثل: ثانية

## أمثلة
- 1 نيوتن هو القوة التي تزاولها الجاذبية الأرضية على جسم وزنه 102 غرام (أي وزن تفاحة صغيرة).
- جسم كتلته 1 كيلوجرام يمارس على سطح الأرض قوة مقدارها 9.81 نيوتن (حيث عجلة الجاذبية الأرضية = 9.81 متر/ ثانية2).

(ولهذا يمكن التقريب والقول أن قوة وزن 1 كيلوجرام تعادل 10 نيوتن.)

## العلاقة بين القوة والطاقة
يُقدر الشغل المزاول على جسم بحاصل ضرب القوة في المسافة. أي أن إذا عملت قوة مقدارها 1 نيوتن
لمسافة 1 متر يكون الشغل الناتج 1 نيوتن.متر.
- تقول نظرية الشغل (طاقة) أن الشغل المزاول على جسم يساوي التغير في طاقة الجسم.

أي أن:
1 نيوتن.متر = 1 جول
والجول هو وحدة الطاقة، حيث:
1 جول = 1 كيلوجرام. 1 متر2/ثانية2
أي {\displaystyle {\rm {1~J=1~{\frac {kg\cdot m^{2}}{s^{2}}}}}}
قارن هذه المعادلة للطاقة جول بالمعادلة (*) للقوة نيوتن!

## وحدة نيوتن والضغط
تستخدم وحدة نيوتن في تعيين الضغط والضغط الجوي . وتعرف وحدة الضغط باسكال بأنها مساوية لـ:
1 باسكال = 1 نيوتن على 1 متر مربع.
بالتالي يبلغ 1 ضغط جوي نحو 100.000 باسكال .
|                                                                                               | نيوتن (وحدات ن د) | داين          | كيلو غرام ثقلي            | رطل-قوة         | باوندال          |
| --------------------------------------------------------------------------------------------- | ----------------- | ------------- | ------------------------- | --------------- | ---------------- |
| 1 نيوتن                                                                                       | ≡ 1 كجم·م/ث²      | = 105 داين    | ≈ 0.10197 كيلو غرام ثقلي  | ≈ 0.22481 رطلق  | ≈ 7.2330 باوندال |
| 1 داين                                                                                        | = 10−5 نيوتن      | ≡ 1 جم·سم/ث²  | ≈ 1.0197 كيلو غرام ثقلي   | ≈ 2.2481 رطلق   | ≈ 7.2330 باوندال |
| 1 كيلو غرام ثقلي                                                                              | = 9.80665 نيوتن   | = 980665 داين | ≡ gn·(1 كجم)              | ≈ 2.2046 رطلق   | ≈ 70.932 باوندال |
| 1 رطلق                                                                                        | ≈ 4.448222 نيوتن  | ≈ 444822 داين | ≈ 0.45359 كيلو غرام ثقلي  | ≡ gn·(1 lb)     | ≈ 32.174 باوندال |
| 1 باوندال                                                                                     | ≈ 0.138255 نيوتن  | ≈ 13825 داين  | ≈ 0.014098 كيلو غرام ثقلي | ≈ 0.031081 رطلق | ≡ 1 رطل·قدم/ث²   |
| قيمة gn المستخدمة هنا لجميع وحدات الجاذبية مساوية لقيمتها في التعريف الرسمي للكيلو غرام ثقلي. |                   |               |                           |                 |                  |